# Ernst Wiesner
Ernst Wiesner nebo Arnošt Wiesner (21. ledna 1890 Malacky, Rakousko-Uhersko – 15. července 1971 Liverpool, Spojené království), byl jeden z nejvýznamnějších brněnských architektů meziválečného období. Používal obě verze svého křestního jména.

## Život
Narodil se 21. ledna 1890 do židovské rodiny jako druhé z pěti dětí Alfredu Wiesnerovi a jeho ženě Bertě, rozené Winterové. Otec měl v Malackách koncesi na prodej papíru a psacích potřeb, kterou později rozšířil i o tiskárnu tiskopisů. V Malackách žila rodina asi do roku 1898, kdy přesídlila do Brna. V roce 1909 bylo Alfredu Wiesnerovi uděleno v Brně domovské právo a v roce 1911 už měl jeho podnik prestižní adresu v centru města (Veselá ulice 37).
Ve školním roce 1901/1902 začal studovat Zemskou vyšší reálnou školu (Landes Oberschule) v Brně. Roku 1905 začal studovat na stavebním odboru Vyšší průmyslové školy (Höhere Gewerbeschule, Abteilung für Baufach) v Brně. Studium zakončil maturitou s vyznamenáním roku 1909. Po maturitě odešel do Vídně, kde se zapsal jako mimořádný posluchač stavební školy vídeňské techniky (Bau- /Architektur/ Schule K. k. Technische Hochschule, dnes Technische Universität Wien). Další rok přešel na vídeňskou Akademii výtvarných umění do Mistrovské školy architektury, kterou vedl Friedrich Ohmann. Studium zakončil roku 1913. Jeho velkým vzorem (a později též přítelem a kolegou) byl Adolf Loos. V té době má už za sebou svou první realizaci – přestavbu vily Heinricha Kellnera v Rosicích. Rok po ukončení studia pracoval jako první asistent v Ohmannově ateliéru. Během první světové války 1914–1918 sloužil v hodnosti poručíka u ženijního pluku v Polsku, Dalmácii a jižním Tyrolsku.

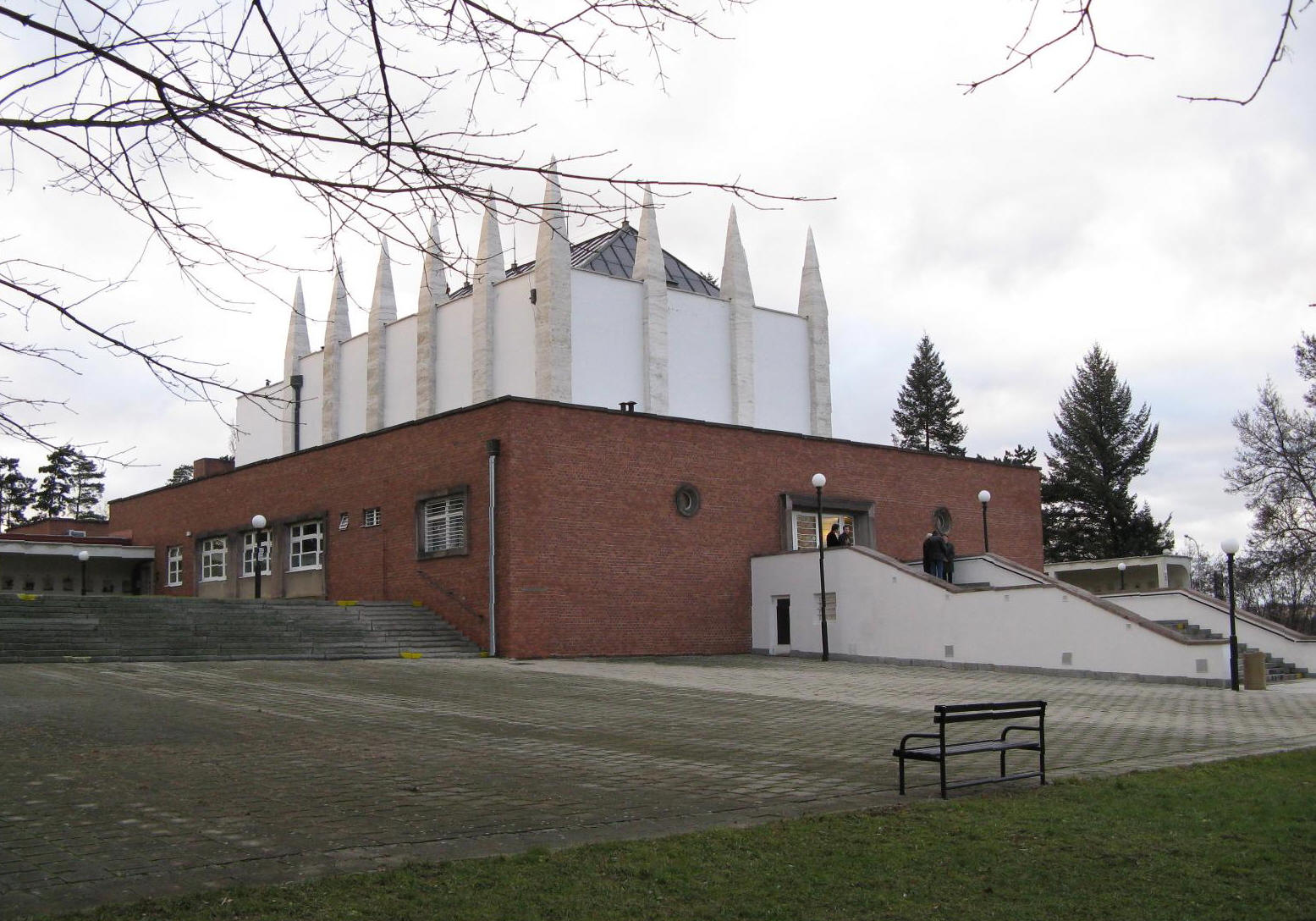
Krematorium v Brně, (1925–1930), současný stav

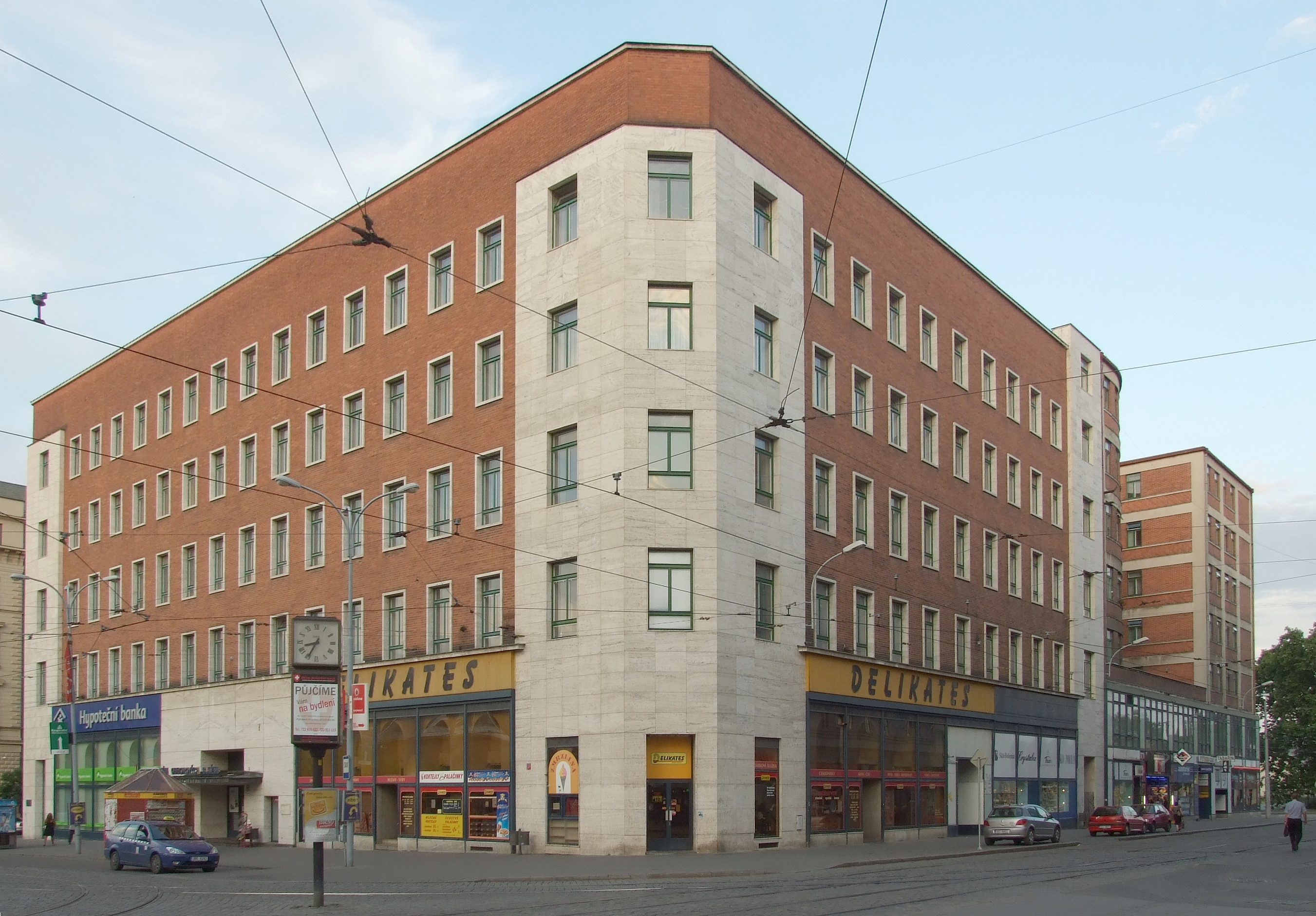
Přestavba Doretova dvora pro Moravskou zemskou životní pojišťovnu v Brně (1935–1937), vpravo Palác Morava (1926–1929), současný stav

Po skončení války krátce působil ve Vídni na ministerstvu války (1918–1919), poté se vrátil do Brna, kde založil samostatnou projekční kancelář. První realizací se stal zahradní domek pro Samuela Berana a jeho ženu Hermine. Jeho otec zakoupil roku 1918 dům v Pekařské ulici 10. Povedl úpravy tohoto domu a později si v dvorním křídle zřídil vlastní ateliér a byt, kde pracoval až do roku 1939. První rozsáhlejší prací se stal „Gutmannův dům“ – činžovní vila v Údolní ulici a přestavba domu pro administrativní účely pro téhož investora. V roce 1920 zpracoval návrh zastavění bloku mezi Mozartovou a Beethovenovou ulicí. Na jeho základě zde postavil v letech 1921–1923 budovu Moravské zemské životní pojišťovny a v letech 1923–1925 budovu České banky Union. V roce 1925 byl vyzván k účasti na soutěži na stavbu městského krematoria, kterou vyhrál. Tak vznikla v letech 1926–1930 jeho nejvýše ceněná stavba. Ve stejné době (1926–1929) projektoval další svou mimořádnou stavbu – Palác Morava v Divadelní ulici. V roce 1928 se zúčastnil „Výstavy moderního bydlení“ a pro kolonii „Nový dům“ navrhl rodinný dvojdům. Zde se také poprvé setkal s Bohuslavem Fuchsem. Ještě téhož roku obdrželi oba první ceny za návrh budovy Moravské banky na Náměstí Svobody. Poté byli vyzváni, aby projekt zpracovali společně.
Začátkem třicátých let se zúčastnil několika dalších soutěží. Z ekonomických důvodů tyto stavby nebyly nikdy realizovány. Současně navrhoval vily, činžovní domy a interiéry obchodů a módních salonů.
Z Brna uprchl na poslední chvíli dne 15. března 1939 a přes Německo, Holandsko a Belgii se uchýlil do Velké Británie. Tam dostal politický azyl a také pracovní povolení Královské společnosti britských architektů (RIBA). V letech 1940–1943 pracoval pro Radu hrabství Cumberland (County Council of Cumberland), v letech 1943–1945 pracoval pro československou exilovou vládu v Londýně. Začátkem čtyřicátých let se oženil s německou herečkou Evou-Marií Wiesnerovou.
Po skončení druhé světové války pracoval jako architekt v Londýně. V letech 1947 a 1948 krátce navštívil i Brno. V únoru 1948 se vrátil do Velké Británie a začal učit na Škole architektury a stavebnictví v Oxfordu. Tato škola ale nebyla součástí Oxfordské university. V roce 1950 se přihlásil do konkursu na místo na Škole architektury při Universitě v Liverpoolu (Liverpool School of Architecture, University of Liverpool), který vyhrál a na konci roku 1950 se přestěhoval do Liverpoolu. Zde působil až do svého odchodu do penze asi v roce 1955(?). V roce 1954 mu Liverpoolská universita udělila nejvyšší britskou poctu – titul Master of Architecture. V Liverpoolu konvertoval ke katolické církvi. Díky přátelství s liverpoolským arcibiskupem patrně získal několik zakázek, mj. i svou jedinou větší realizaci – soubor škol sv. Mikuláše v sousedství liverpoolské katedrály.
V polovině šedesátých let došlo, mj. z iniciativy Bedřicha Rozehnala, k obnovení kontaktů s Brnem. Wiesner obdržel pamětní medaili (1966) a čestný doktorát Univerzity Jana Evangelisty Purkyně v Brně (1969). Byla plánována užší spolupráce mezi universitami, která se ale po srpnu 1968 nemohla realizovat.
Zemřel 15. července 1971 v Liverpoolu. Podle odborné literatury byl jeho hrob považován za ztracený. V roce 2022 byl však nalezen na allertonském hřbitově v Liverpoolu.

### Členství ve spolcích a organizacích
- umělecká sekce Německé společnosti pro vědu a umění v Brně
- Sdružení architektů (Sdružení stavební tvorby)
- Gemeinde der deutschen Architekten
- Brněnský Devětsil
- Československá skupina CIAM
- Poradní regulační sbor pro Velké Brno
- Spolek stavebních techniků

## Dílo
- 1911–1912 – přestavba vily Heinricha Kellnera, Rosice, Nádražní 8
- 1919–1920 – zahradní domek Samuela Berana, Brno, Drobného 28c
- 1919–1920 – adaptace domu Alfreda Wiesnera, Brno, Pekařská 10
- 1919–1920 – činžovní vila Wilhelma Gutmanna, Brno, Údolní 58
- 1920         – návrh na regulaci a zastavění pozemků mezi Mozartovou a Beethovenovou ulicí, Brno
- 1920–1922 – adaptace dvorního křídla na vlastní byt s ateliérem, Brno, Pekařská 10
- 1920–1922 – přestavba mlýna a škrobárny Heinricha Kellnera, Rosice, Nádražní 8
- 1920–1939 – přestavby a vnitřní vybavení továren, skladů a prodejen firmy na cukrovinky OPP A.G. Brno, v Brně (Cejl 109, Křenová 75, Lidická 23, Malinovského nám. 4, Masarykova 3/5, Palackého 13, Pekařská 54, Václavská 13), a dále v Praze, Olomouci, Ostravě, Opavě a jinde (celkem asi 30 prodejen)
- 1921–1922(?) – administrativní budova Moravské zemské životní pojišťovny, Brno, Mozartova 3
- 1921–1938 – úprava textilní továrny Paula Neumarka, Brno, Nadační 5 (dnes Přízova 5, areál Vlněny)

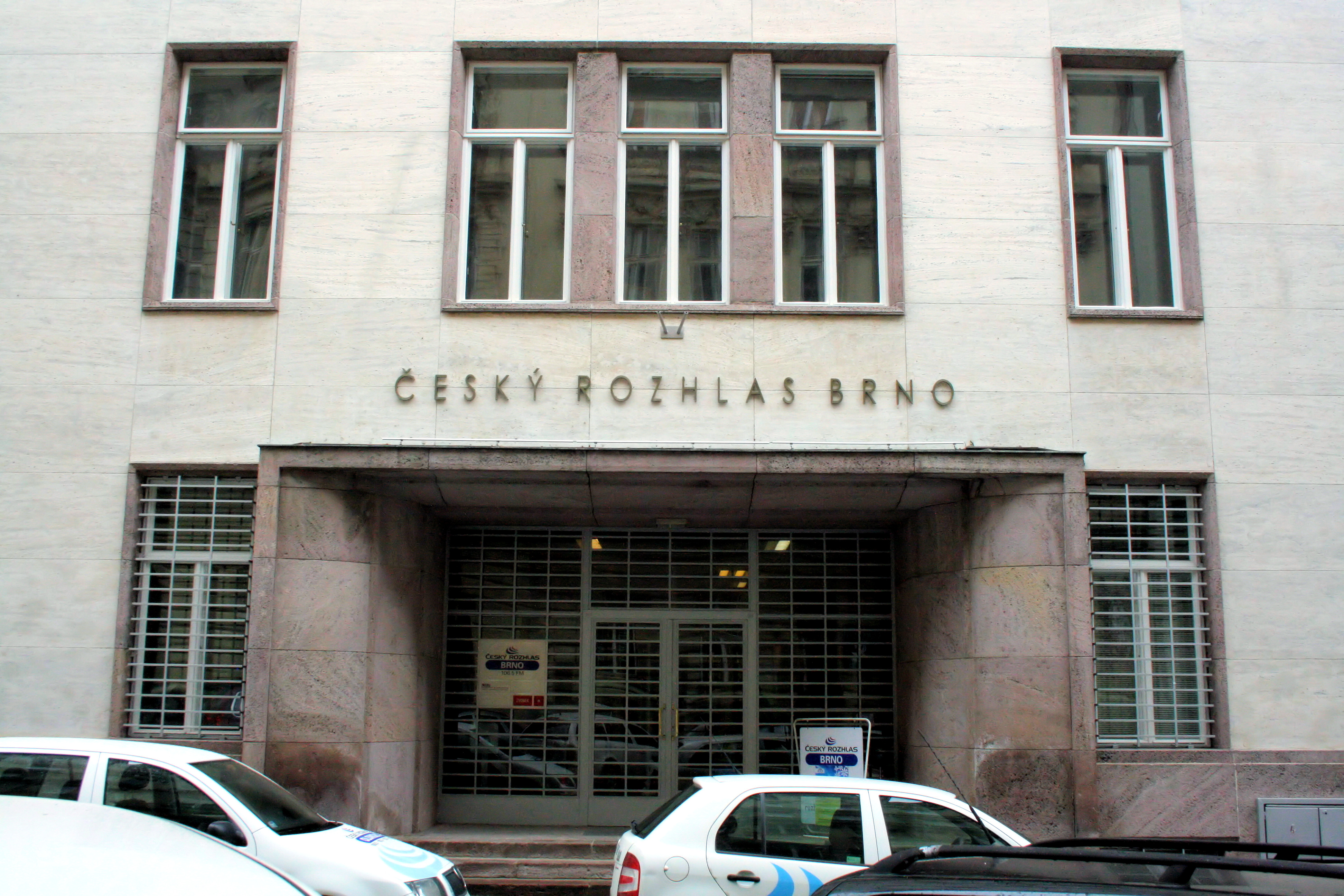
Vchod České banky Union, dnes Českého rozhlasu Brno

- 1923–1925 – administrativní budova České banky Union, Brno, Beethovenova 4
- 1923–1925 – správní budova Žilinské a Ladecké portlandcementové továrny, Bratislava, Gunduličova 8, (spolupráce s Fridrichem Weinwurmem a Ignácem Vécsei)
- 1924–1925 – přestavba pekárny D. Drucker, Vídeň

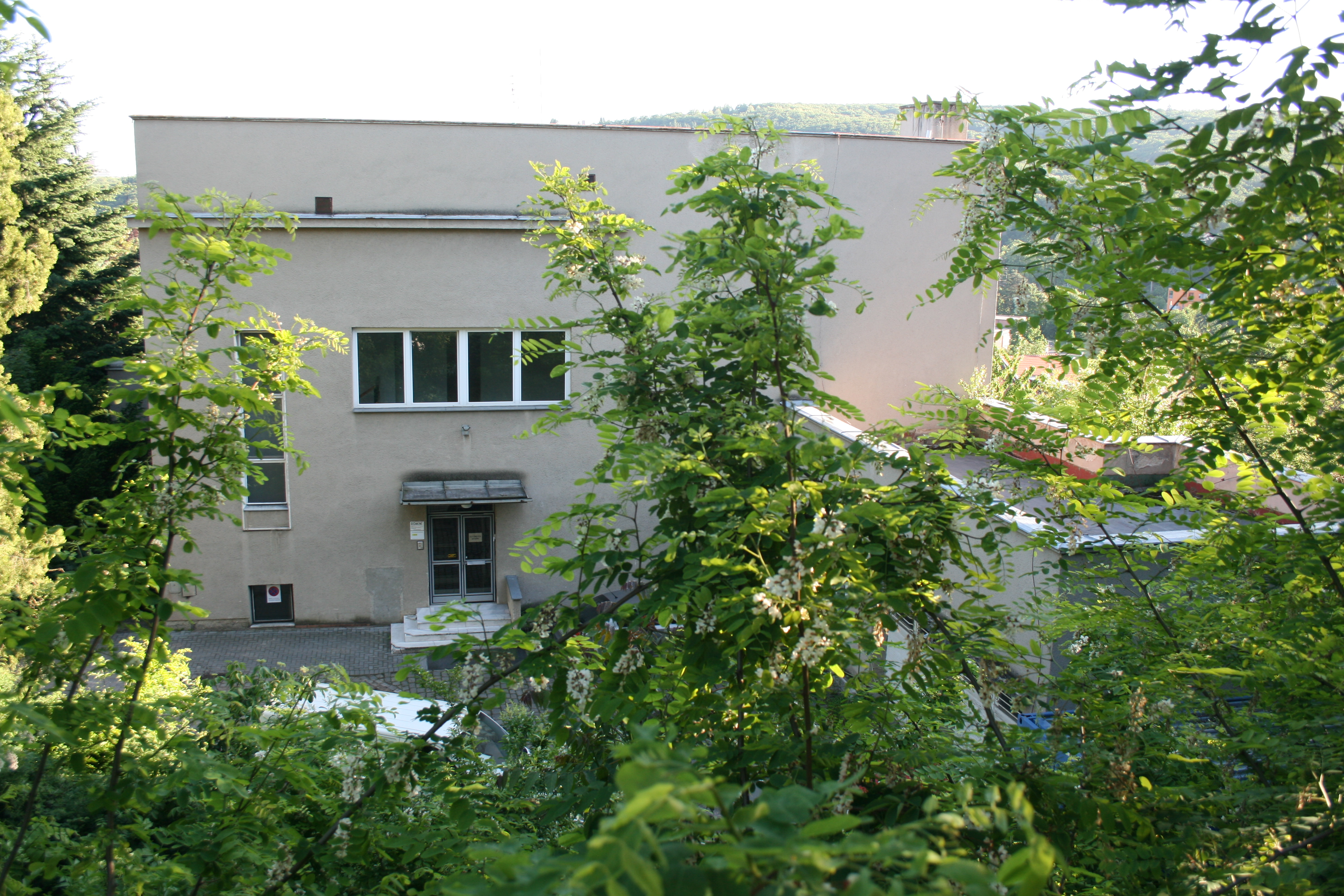
Münzova vila

- 1924–1926 – vila ředitele České banky Union Eduarda Münze, Brno, Hroznová 19, strženo 2012 a postavena kompletní replika[6]
- 1924–1938 – přestavby a přístavby textilní továrny bří Stiassny, Brno (areál bývalé Vlněny)
- 1925–1926 – rodinný dům obchodního ředitele Telefonní a elektrické společnosti v Brně W. L. Steina, Brno, Barvičova 25
- 1925–1927 – částečná přestavba nájemního domu a kavárna Esplanade, Brno, Rooseveltova 7,
- 1925–1930 – krematorium, Brno, Jihlavská 1
- 1926         – soutěžní návrh na hotel, Brno, Divadelní ul. 3
- 1926–1929,1933,1936 – Palác Morava – obytný, obchodní a administrativní dům Moravské zemské životní pojišťovny s kavárnou a kinem Kapitol, Brno, Divadelní 3
- 1927         – návrh na budovu Okresní politické správy a Okresního soudu s věznicí, Bílovec

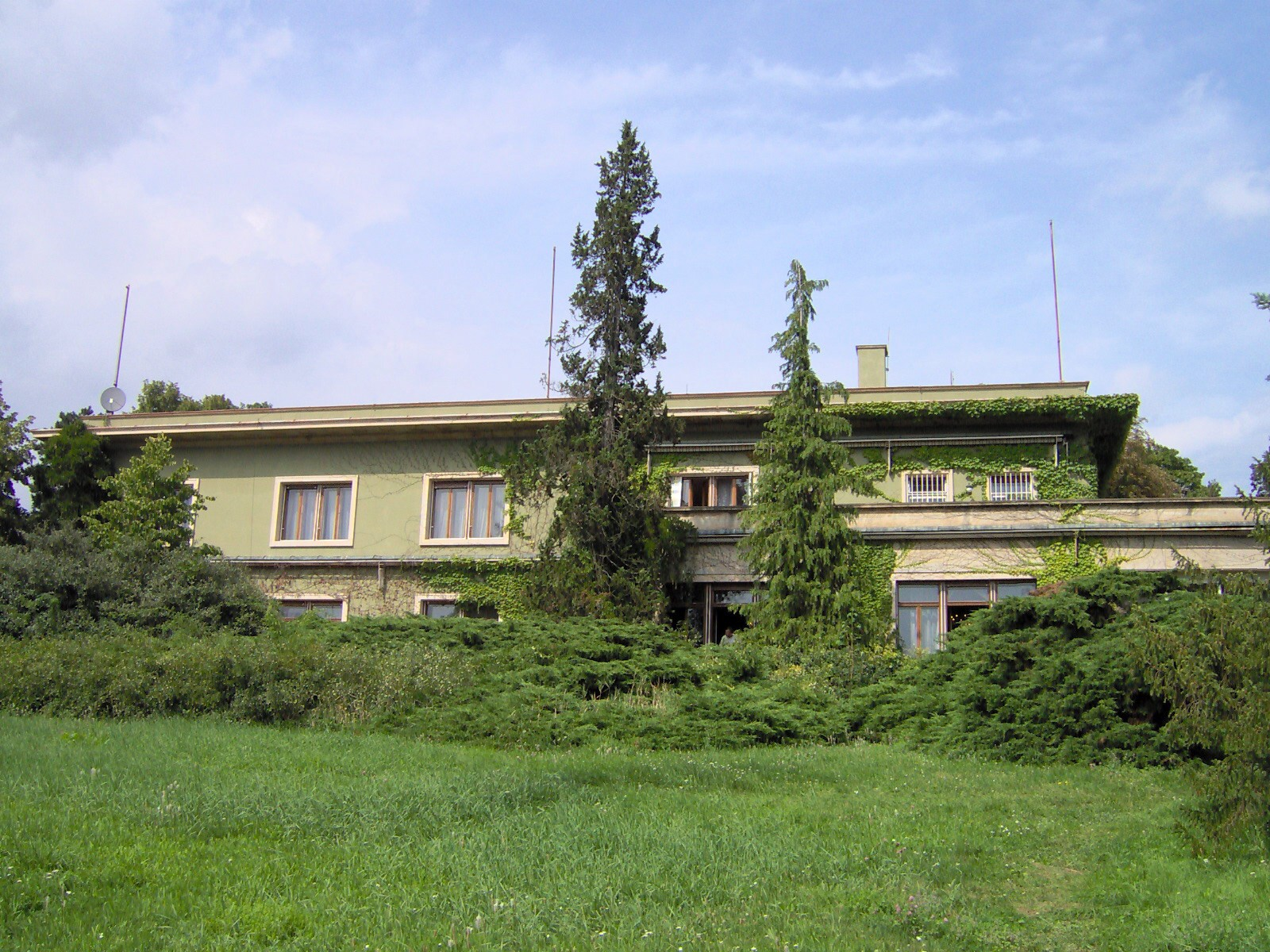
Vila Stiassni

- 1927–1929 – vila Alfréda Stiassného, Brno, Hroznová 14
- 1927–1929 – částečná přestavba nájemního domu na kavárnu a restauraci L. Hanneka, Brno, Masarykova 16

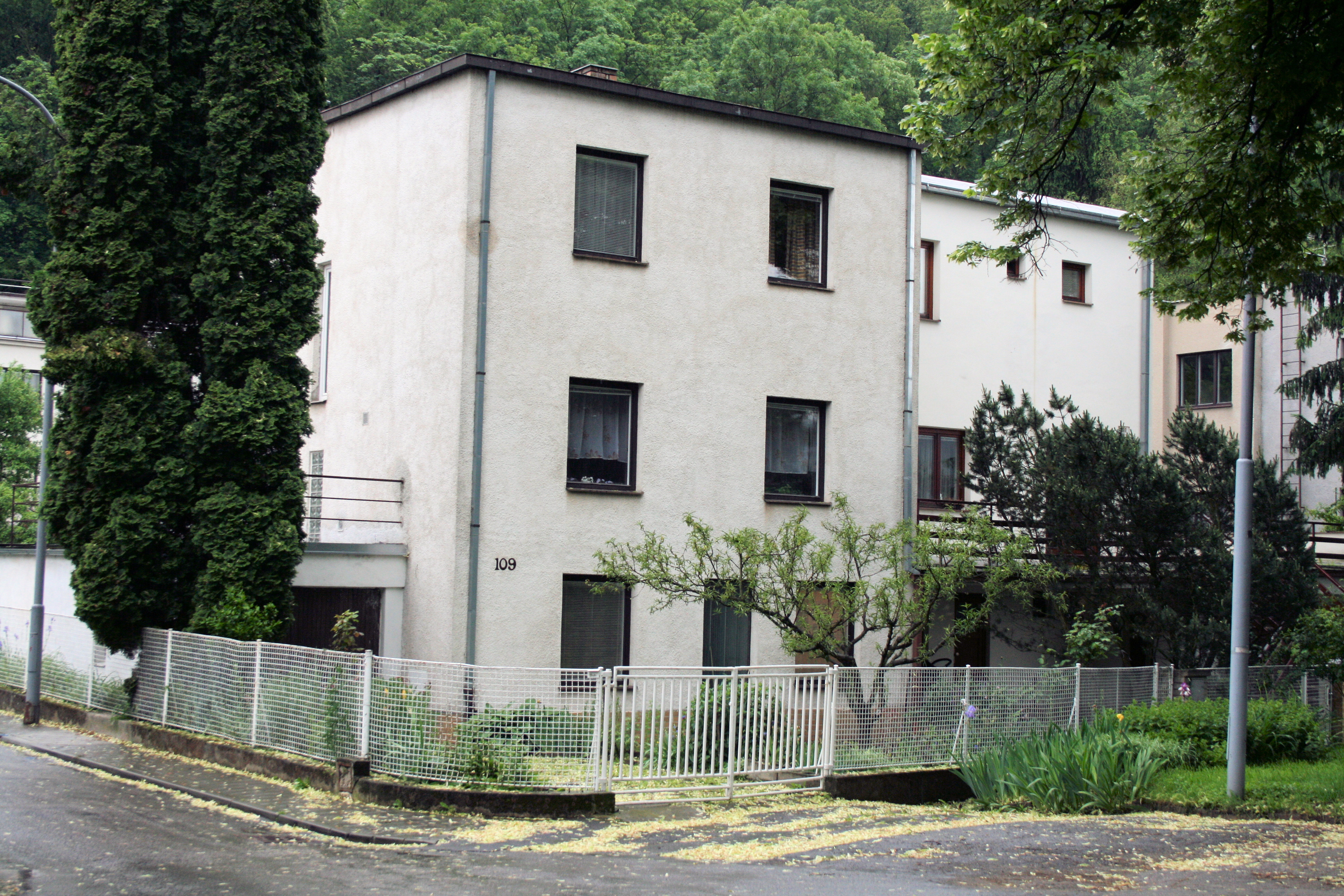
Dvojdům v kolonii Nový dům

- 1928         – rodinný dvojdům v kolonii Nový dům, Brno, Bráfova 109, 111
- 1928         – soutěžní návrh na budovu Moravské banky, Brno, Náměstí Svobody 21
- 1928         – soutěžní návrh na budovu České banky Union, Praha, Na Příkopě (s Josefem Gočárem)
- 1928         – soutěžní návrh na budovu České eskomptní banky, Praha, Náměstí Republiky

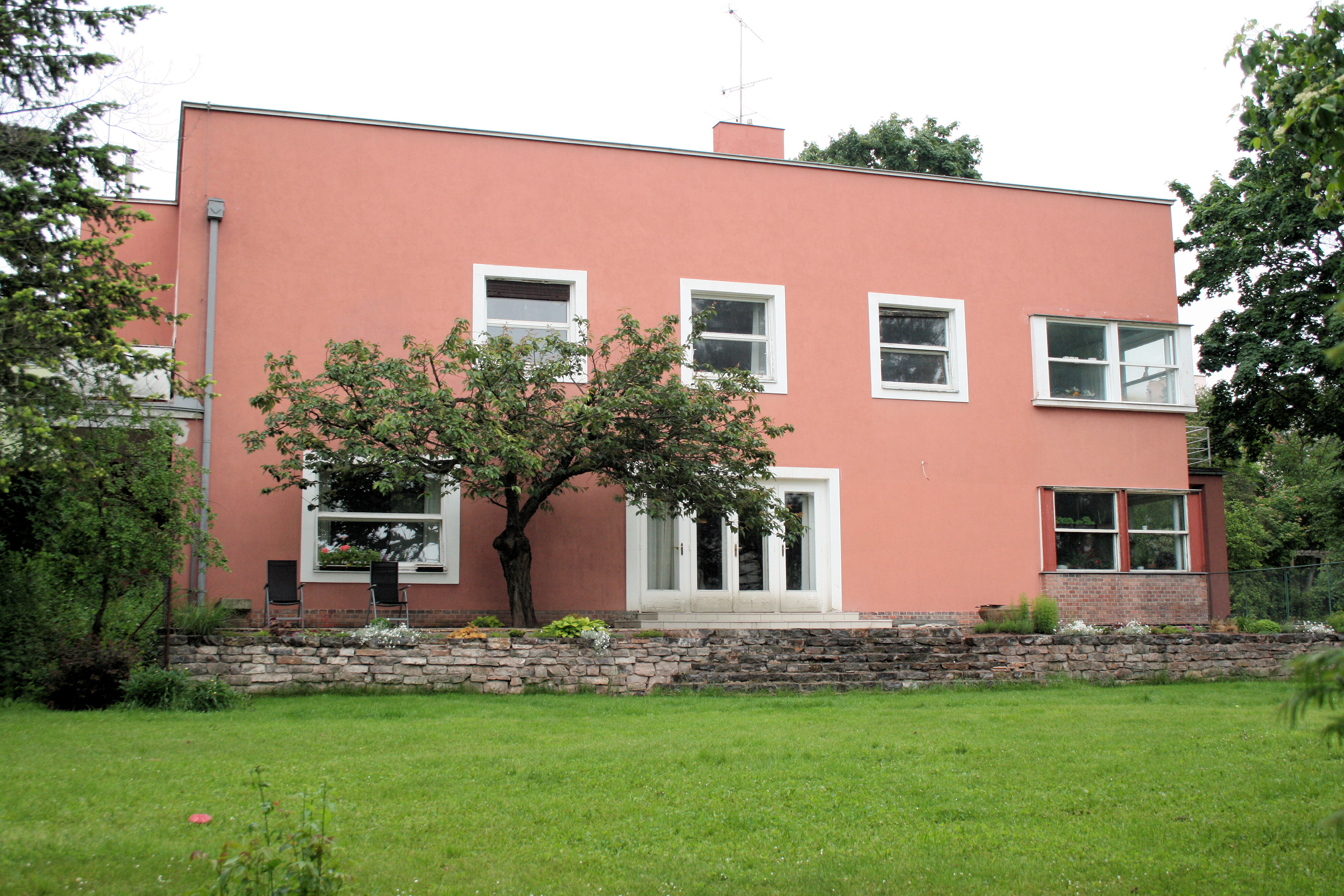
Vila Neumark

- 1928–1929 – vila Waltera Neumarka, Brno, Vinařská 38
- 1928–1929 – obchodní dům nebo skladiště (?) firmy Stiassny, Varaždin, Chorvatsko
- 1928–1930 – administrativní budova s byty a obchody Moravské banky, Brno, Náměstí Svobody 21, (spolupráce Bohuslav Fuchs)

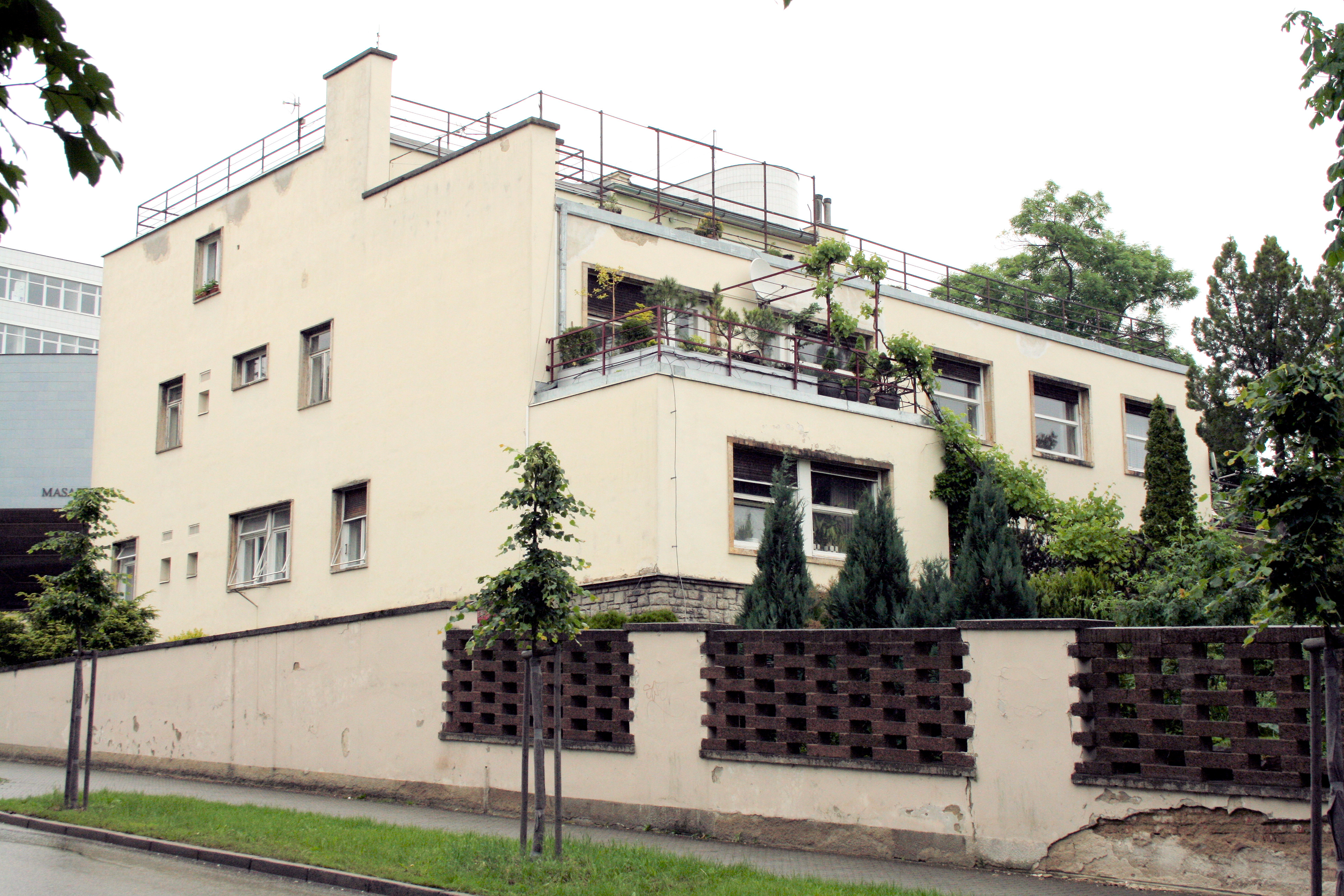
Haasova vila

- 1928–1930 – vila G. Haase, Brno, Lipová 43
- 1930         – soutěžní návrh na kino Elektra, Plzeň, Kroupova 3
- 1930         – soutěžní návrh na budovu Všeobecného penzijního ústavu, Brno, Burešova 20 (spolupráce Bohuslav Fuchs)
- 1930         – soutěžní návrh na budovu Nejvyššího soudu, Brno, Husova ul.
- 1930         – soutěžní návrh na Jubilejní úrazovou nemocnici, Brno, Ponávka 6
- 1930         – soutěžní návrh na Německou Masarykovu lidovou universitu, Brno, Janáčkovo nám. 2a
- 1930–1931 – rodinný dům manželů Pickových, Praha–Smíchov, U Mrázovky 7
- 1931         – adaptace parteru a interiérů nájemního domu pro Anglo–československou banku a Pražskou úvěrní banku, Brno, Jezuitská 1
- 1931         – soutěžní návrhy budovy Nejvyššího soudu, Brno, Veveří
- 1931–1932 – nájemní dům družstva Freundschaft, Brno, Rybářská 10,
- 1932         – nájemní dům, Brno, Stará 24
- 1932         – soutěžní návrhy na Úřední budovu města Brna, Brno, Husova ulice, (spolupráce Bohuslav Fuchs a Jindřich Kumpošt)
- 1932         – návrh vily R. Poppera, Praha (?)
- 1933         – rodinný dům JUDr. L. Weinberga, Hranice, Farní 42
- 1933–1939 – návrhy na Úřední budovu města Brna, Brno, Husova ul. (spolupráce Bohumil Babánek, Bohuslav Fuchs a Jindřich Kumpošt)
- 1934         – rodinný dům H. Weiglové, Brno, Kalvodova 2
- 1934         – soutěžní návrh budovy Eskomptní banky, Bratislava, Štúrova, Grösslingova ul. (?)
- 1934–1937 – úprava interiérů tzv. Větší synagogy, Boskovice
- 1934–1938 – úpravy továrny na výrobu telefonů Priteg, Brno, Ponávka 31
- 1935         – úprava obchodního portálu a interiérů pánského módního salonu Arnold Lassmann a módního salonu Gustav Weiss, Brno, Masarykova 9
- 1935         – přestavba hotelu Kulm – Arosa (Švýcarsko)
- 1935–1936 – přestavba a nadstavba tzv. Doretova dvora pro Moravskou zemskou životní pojišťovnu v Brně, Brno, Malinovského nám. 4
- 1935–1936 – poštovní a telegrafní úřad, Šumperk, Třída Gen. Svobody 13
- 1935–1938 – úpravy textilní továrny Landesmann a Kornhaber, Bílsko-Bělá (Polsko), ul. Cechowa 22
- 1935–1938 – úpravy textilní továrny Haebler, Lodž (Polsko)
- 1936         – nájemní dům Richarda Poppera, Brno, Hlinky 72
- 1936         – soutěžní návrh na malobytové domy, Brno, Renneská a Kabátníkova ul., (spolupráce Josef Kranz)
- 1936         – soutěžní návrh na budovu filiálky Národní banky československé, Bratislava, Štúrova 2 (?)
- 1936         – úpravy továrny na cukrovinky OPP A.G., Brno, Bratislavská 12-14
- 1936–1938 – úprava pekařských dílen Feldmann a Pschikal, Brno, Mostecká 26/28
- 1936–1938 – chlapecká obecná škola, Boskovice, Nám. 9. května 8 (spolupráce Adolf Liebscher)
- 1936–1938 – úprava továrny Georg Schwabe (výroba elektromotorů a tkalcovských strojů), Bílsko-Bělá (Polsko), ul. Grazyńskiego
- 1936–1938 – úpravy textilní továrny Kazimierz Kohn, Lodž (Polsko)
- 1937         – soutěžní návrh na administrativní a obytný dům První moravské spořitelny, Brno, Jánská 8–10 (spolupráce Adolf Liebscher)
- 1937         – soutěžní návrh na budovu Krajského soudu s trestnicí, Brno, Kounicova ul.
- 1937         – soutěžní návrh na budovu Finančních úřadů Jihlava
- 1937         – regulační a zastavovací plán města Jihlavy, (spolupráce Adolf Liebscher)
- 1937         – návrh na kachlová kamna, zámek Dukovany
- 1937–1938 – sportovní hotel Peraton – Kitzbühel (Rakousko)
- 1938         – přestavba terasy vily Antonína Jelínka, Velké Meziříčí, Ostrůvek 2
- 1938         – soutěžní návrh na administrativní budovu Lidové noviny|Lidových novin s tiskárnou a bytem majitele, Brno, Zelný trh 9
- 1938         – návrh na rodinný dům Rudolfa Kellnera, Rosice
- 1938         – účast na soutěžním návrhu Bohumila Babánka na Osvětový dům, Brno, Veselá ul.
- 1938–1939 – adaptace bytu JUDr. V. Rozsypala, Brno, Čápkova 18
- 1939 (?)    – koželužna firmy Antonín Jelínek, Velké Meziříčí, Náměstí 13

- 1941–1943 – úprava interiérů (?) citadely (Nisi Prius Court) pro účely správy hrabství Cumberland, Carlise, Velká Británie
- 1943–1945 – přestavba a zařízení úřadů československé exilové vlády, Londýn (Cadogan Gardens, Belgrave Street, Piccadilly cirkus, Landdowne Crescent, Pont Street) Velká Británie
- 1945–1947 – přestavba československého velvyslanectví, Londýn, Grosvenor Place, Velká Británie
- 1948         – kolonie osmi rodinných domů pro zaměstnance koželužny Antonín Jelínek, Velké Meziříčí, Družstevní 14, 16

- 1949–1951 – přestavba administrativní budovy a chemické továrny Pest Kontrol Ltd. Cambridge, Velká Británie
- 1953         – návrh vily, Heswall, Cheshire, Velká Británie
- 1954         – obchodní dům a sklady firmy J. L. Sorsky, Liverpool, Velká Británie
- 1954         – přestavba hotelu Sea-Bank, neznámá lokalita, Velká Británie
- 1959         – rekonstrukce kostela Sv. Kláry, Liverpool, Velká Británie
- 1960         – úprava věže kostela Sv. Kláry, Liverpool, Velká Británie
- 1960         – soutěžní návrh na metropolitní katedrálu Krista Krále, Liverpool, Velká Británie
- 1962         – návrh úpravy presbytáře kostela sv. Antonína, Huyton, Velká Británie
- 1962–1963 – přestavba úřadů římskokatolické kurie, Liverpool, Velká Británie
- 1959–1969 (?) – školy Sv. Mikuláše – střední škola (St Nicholas Roman Catholic Secondary School), Liverpool, Velká Británie
- 1966–1970 (?) – školy Sv. Mikuláše – základní škola (St Nicholas Roman Catholic Junior and Infants Schools), Liverpool, Velká Británie

Vzhledem k tomu, že pozůstalost E. Wiesnera byla z větší části ztracena, je tento seznam neúplný a odpovídá stavu bádání z roku 2005.

### Ocenění
- 1954 titul Master of Architecture na Liverpool School of Architecture
- 1966 stříbrná medaile Univerzity Jana Evangelisty Purkyně v Brně
- 1968 pamětní medaile k 50. výročí vzniku Československé republiky
- 1969 čestný doktorát Univerzity Jana Evangelisty Purkyně v Brně